# Sumqayıt FK
Sumqayıt Futbol Klubu – azerski klub piłkarski z Sumgait.
W sezonie 2010/2011 wystartował w rozgrywkach zaplecza ekstraklasy, w których zajął siódme miejsce. W związku z rezygnacją z gry w najwyższej klasie rozgrywkowej drużyny FC Absheron, zajął jej miejsce w ekstraklasie.

## Europejskie puchary
Legenda do wszystkich tabel:
- Q – runda eliminacyjna, 1/16, 1/8, 1/4, 1/2 – odpowiednia faza rozgrywek, Grupa – runda grupowa, 1r gr – pierwsza runda grupowa, 2r gr – druga runda grupowa, F – finał, R – runda, PO – play-off
- k. – rzuty karne, los. – losowanie, Dogr. – dogrywka, w. – zasada bramek strzelonych na wyjeździe

| Sezon   | Rozgrywki               | Runda | Klub             | Dom     | Wyjazd  | Ogólnie |
| ------- | ----------------------- | ----- | ---------------- | ------- | ------- | ------- |
| 2020/21 | Liga Europy             | 1Q    | Shkëndija Tetowo | 0–2 (D) | 0–2 (D) | 0–2 (D) |
| 2021/22 | Liga Konferencji Europy | 2Q    | FK Čukarički     | 0–2     | 0–0     | 0–2     |
| 2024/25 | Liga Konferencji        | 2Q    | Fehérvár         | 1–2     | 0–0     | 1–2     |

## Skład na sezon 2021/2022
| Nr | Poz. | Piłkarz                   |
| -- | ---- | ------------------------- |
| 1  | BR   | Tərlan Əhmədli            |
| 2  | OB   | Dmitri Nağıyev            |
| 3  | OB   | Vurğun Hüseynov (kapitan) |
| 4  | OB   | Höccət Haqverdi           |
| 5  | OB   | Dżamaldin Chodżanijazow   |
| 6  | PO   | Vüqar Mustafayev          |
| 7  | PO   | Tellur Mütəllimov         |
| 8  | PO   | Səbuhi Abdullazadə        |
| 9  | NA   | Ali Ghorbani              |
| 10 | PO   | Rəhim Sadıxov             |
| 11 | PO   | Rüfət Abdullazadə         |

| Nr | Poz. | Piłkarz                                   |
| -- | ---- | ----------------------------------------- |
| 13 | BR   | Aydın Bayramov                            |
| 14 | OB   | Elvin Bədəlov                             |
| 17 | PO   | Murad Xaçayev                             |
| 18 | PO   | Süleyman Əhmədov                          |
| 19 | NA   | Xəzər Mahmudov                            |
| 23 | NA   | Saeid Bagherpasand                        |
| 33 | PO   | Eltun Turabov (wypożyczony z Sabahu Baku) |
| 60 | PO   | Elvin Məmmədov                            |
| 71 | BR   | Hüseynəli Quliyev                         |
| 74 | OB   | Yusif Nəbiyev                             |